# Coronda
Coronda är en kommunhuvudort i Argentina.   Den ligger i provinsen Santa Fe, i den centrala delen av landet, 400 km nordväst om huvudstaden Buenos Aires. Coronda ligger 19 meter över havet och antalet invånare är 16 975.
Terrängen runt Coronda är mycket platt.
Runt Coronda är det glesbefolkat, med 18 invånare per kvadratkilometer.